# Eurydice (opera)
Eurydice è un'opera in tre atti di Matthew Aucoin su libretto di Sarah Ruhl, basato sull'opera teatrale omonima della stessa Ruhl, rappresentata per la prima volta a Los Angeles nel 2020.

## Trama

### Atto I
Orfeo ed Euridice sono una coppia molto innamorata: lui è un talentuoso musicista, lei è un'accanita lettrice. Il ragazzo chiede a Euridice di sposarlo e nell'Ade il padre defunto di Euridice scrive una lettera al futuro genero, ma non sa dove imbucarla. Orfeo ed Euridice si sono sposati e durante il ricevimento la ragazza si allontana per andare a bere a una fontana; qui incontra uno strano uomo che le dice di avere una lettera per lei da parte del padre ed Euridice lo segue al suo appartamento. Qui, la ragazza si sente a disagio e cerca di andarsene, ma cade dalle scale e muore.

### Atto II
Euridice arriva nell'Oltretomba su un ascensore e prima che le porte si aprano dal soffitto piove acqua dal fiume della dimenticanza. Euridice entra ufficialmente nell'Oltretomba e viene accolta dal coro delle Tre Pietre; la fanciulla non ha più memoria del mondo dei vivi. Il padre di Euridice la trova e cerca di comunicare con lei, ma la ragazza non lo riconosce. Con pazienza e dedizione, il padre insegna di nuovo alla figlia a scrivere e ricordare, finché Euridice non ricorda tutta di Orfeo, del padre e del mondo che ha lasciato alle spalle. Il Signore dell'Oltretomba, un bambino su un triciclo, si invaghisce di lei; Orfeo le scrive lettere dal mondo dei vivi e le manda anche una copia delle Opere di William Shakespeare. Orfeo decide di andare a cercare la sua amata Euridice e, grazie al potere della sua musica, arriva fino alle porte dell'Inferno e bussa.

### Atto III
Il Signore dell'Oltretomba concede a Orfeo di riportare Euridice nel mondo dei vivi ma alla condizione che non si volti mai a guardarla finché si trovano nel mondo dei morti. Euridice è estasiata, ma poi si rende conto che questo significa lasciare il padre ancora una volta e non si sente di compiere questa scelta: decide allora di chiamare il marito ad alta voce, Orfeo si volta e la perde per sempre.
Il padre, intanto, è sopraffatto dal dolore di aver perso la figlia ancora una volta e si immerge nel fiume della dimenticanza per cancellare il ricordo di Euridice. Quando esce dal fiume, il padre ha dimenticato tutto e si addormenta. Euridice torna dal padre, lo trova addormentato e le Tre Pietre le raccontano cos'è successo. Il Signore dell'Oltretomba torna da Euridice e le dice di prepararsi per il loro imminente matrimonio. La fanciulla, desolata, scrive una toccante lettera a Orfeo e alla sua futura moglie, l'affida a un verme, e si immerge a sua volta nel fiume della dimenticanza. Orfeo, nel frattempo, è morto e arriva sull'ascensore, ma quando su di lui piove l'acqua del Lete si dimentica di tutto, anche della sua amata Euridice. Orfeo trova la lettera, la scruta, ma ha dimenticato come si legge.

## Prime rappresentazioni
Commissionata dalla Metropolitan Opera House, l'opera ha avuto la sua prima alla Los Angeles Opera il 1º febbraio del 2020 con la regia di Mary Zimmerman. La prima dell'opera al Metropolitan era prevista per il novembre del 2020, ma a causa della pandemia di COVID-19 è stata posticipata all'autunno del 2021.

### Cast
| Role               | Vocalità     | Interprete della prima 1º febbraio 2020, Los Angeles (direttore: Matthew Aucoin) |
| ------------------ | ------------ | -------------------------------------------------------------------------------- |
| Euridice           | soprano      | Danielle de Niese                                                                |
| Orfeo              | baritono     | Joshua Hopkins                                                                   |
| Il doppio di Orfeo | controtenore | John Holiday                                                                     |
| Padre di Euridice  | baritono     | Rod Gilfry                                                                       |
| Ade                | tenore       | Barry Banks                                                                      |
| Piccola Pietra     | soprano      | Stacey Tappan                                                                    |
| Grande Pietra      | mezzosoprano | Raehann Bryce-Davis                                                              |
| Pietra Rumorosa    | tenore       | Kevin Ray                                                                        |